# Jouy-en-Josas
Jouy-en-Josas je francouzská obec v departmentu Yvelines v regionu Île-de-France. V roce 2006 zde žilo 7 946 obyvatel.
V letech 1984–1994 zde sídlila nadace Fondation Cartier pour l'art contemporain.

## Vzdělání
- HEC Paris

## Partnerská města
- Meckesheim, Německo
- Bothwell, Spojené království